# Donatas Motiejūnas
Donatas Motiejūnas (* 20. September 1990 in Kaunas) ist ein litauischer Basketballspieler, der zurzeit bei AS Monaco unter Vertrag steht.

## Werdegang
Motiejūnas kam in der Saison 2007/08 erstmals für die A-Mannschaft von Žalgiris Kaunas zum Einsatz. Um mehr Spielzeit zu erhalten, wechselte er zum Ligakonkurrenten Aisčiai Kaunas. Motiejūnas erzielte fast 20 Punkte pro Spiel im Ligabetrieb und wechselte daraufhin zu Pallacanestro Treviso. 2011 erreichte er mit diesem Verein das Final Four im Eurocup und wurde mit der Eurocup Rising Star Trophy ausgezeichnet. Zudem meldete er sich für den NBA-Draft 2011 an, wurde an 20. Stelle von den Minnesota Timberwolves ausgewählt und anschließend zu den Houston Rockets transferiert. Er spielte jedoch noch eine weitere Saison beim polnischen Verein Asseco Prokom Gdynia. Mit diesem gewann er 2012 die polnische Meisterschaft. Zudem gelang ihm bei einem Sieg von Prokom über KK Union Olimpija mit 21 Rebounds (davon 18 defensiv) eine neue Euroleague-Bestmarke für Defensiv-Rebounds in einem Spiel auf.
Nach der Saison bei Prokom wechselte er in die NBA und unterschrieb bei den Houston Rockets einen Vierjahresvertrag mit einem Gesamtgehalt von 4,23 Mio. US-Dollar. Während seiner ersten Saison bei den Texanern stand er in 14 von 44 Spielen in der Anfangsaufstellung und erzielte dabei 5,7 Punkte und 2,1 Rebounds pro Spiel. Im folgenden Spieljahr blieben seine Statistiken annähernd gleich.
In der Saison 2014/15 legte Motiejūnas eine massive Steigerung hin. Nachdem Stamm-Power-Forward Terrence Jones für mehrere Monate ausgefallen war, wurde Motiejūnas in die Startaufstellung beordert. Er stand bei 62 seiner 71 Einsätze in der Anfangsaufstellung und kam durchschnittlich auf 12 Punkte, 5,9 Rebounds und 1,8 Assists je Begegnung. Im Februar 2016 sollte Motiejūnas zusammen mit Marcus Thornton zu den Detroit Pistons transferiert werden. Der Wechsel platzte, da Motiejūnas die medizinische Untersuchung nicht bestand. Im Januar 2017 wechselte er dann zu den New Orleans Pelicans. Nach zwei Saisons in China wechselte Motiejūnas im April 2019 in die NBA zurück und schloss sich den San Antonio Spurs an. Er blieb nur wenige Monate bei den Texanern und spielte hernach wieder in China. Im Dezember 2020 gelang Motiejūnas eine außergewöhnliche Leistung, als er für die Xinjiang Flying Tigers in einem Spiel 35 Punkte und 28 Rebounds erzielte. Im Sommer 2021 wurde der Litauer von AS Monaco verpflichtet. Im Spieljahr 2022/23 erreichte er mit Monaco die Vorschlussrunde der EuroLeague und gewann nach dem Ausscheiden gegen Piräus anschließend das Spiel um den dritten Platz gegen Barcelona. Anschließend wurde man im Juni 2023 französischer Meister.

## Nationalmannschaft
Motiejūnas spielte auf verschiedenen Altersstufen für die litauische Nationalmannschaft. 2008 wurde er zum MVP der U18-Europameisterschaft gewählt. Bei jenem Turnier erreichte Motiejūnas mit Litauen ebenso das Finale wie eine Woche später bei der U20-Europameisterschaft.
2013 gewann er mit Litauen Silber bei der Europameisterschaft in Slowenien. Bei der Basketball-Weltmeisterschaft 2014 erreichte Motiejūnas mit Litauen den vierten Platz. Aufgrund einer Rückenverletzung fiel er für die Europameisterschaft 2015 aus.